# Juanita Hansen
Juanita Hansen (nacida como Juanita Cecilia Hanson ; 3 de marzo de 1895 – 26 de septiembre de 1961) fue una actriz estadounidense que actuó en películas mudas. Formó parte de las Sennett Bathing Beauties y apareció en diversos seriales hasta finales de la década de 1910. Fue muy conocida por su problemática vida personal y su lucha contra la adicción a la cocaína y la morfina. En 1934 se desintoxicó y viajó dando conferencias sobre los peligros de las drogas. Escribió un libro sobre la adicción y fundó su propia organización benéfica para concienciar sobre el abuso de las drogas.

## Primeros años
Juanita Cecilia Hanson nació en Thor, Iowa, hija de Henry George Hanson, originario de Wisconsin,[cita requerida] y Johanna Sophia Peterson (o Pederson) el 3 de marzo de 1895 o el 5 de marzo de 1895 (las fuentes difieren). Alternativamente, su lugar de nacimiento se ha dado como Des Moines y su año de nacimiento como 1897.[cita requerida] La familia se trasladó a California cuando Juanita era una niña, y asistió a la Escuela Preparatoria de Los Ángeles, donde abandonó los estudios tras terminar noveno grado.[cita requerida]
Empezó a actuar en películas cuando tenía 16 años, y consiguió su primer trabajo como actriz en la Oz Film Manufacturing Company de L. Frank Baum. Adoptó el nombre de Juanita Hansen y apareció en The Patchwork Girl of Oz (1914), una película basada en el libro de Baum, en un papel secundario como campanera. Hansen apareció después en The Magic Cloak of Oz, una adaptación de Queen Zixi of Ix.
Al principio de su carrera, la actriz también estuvo asociada con Famous Players-Lasky y actuó con Jack Pickford. En 1915, Hansen apareció en seis películas. Uno de sus primeros papeles fue en The Secret of the Submarine. Al año siguiente, su atractivo físico le valió un trabajo como una de las Sennett Bathing Beauties en cortometrajes cómicos en los Keystone/Triangle Studios. Aunque declaró a la prensa que le gustaba trabajar con Mack Sennett, quería hacer algo más que comedia física.

## Carrera serial

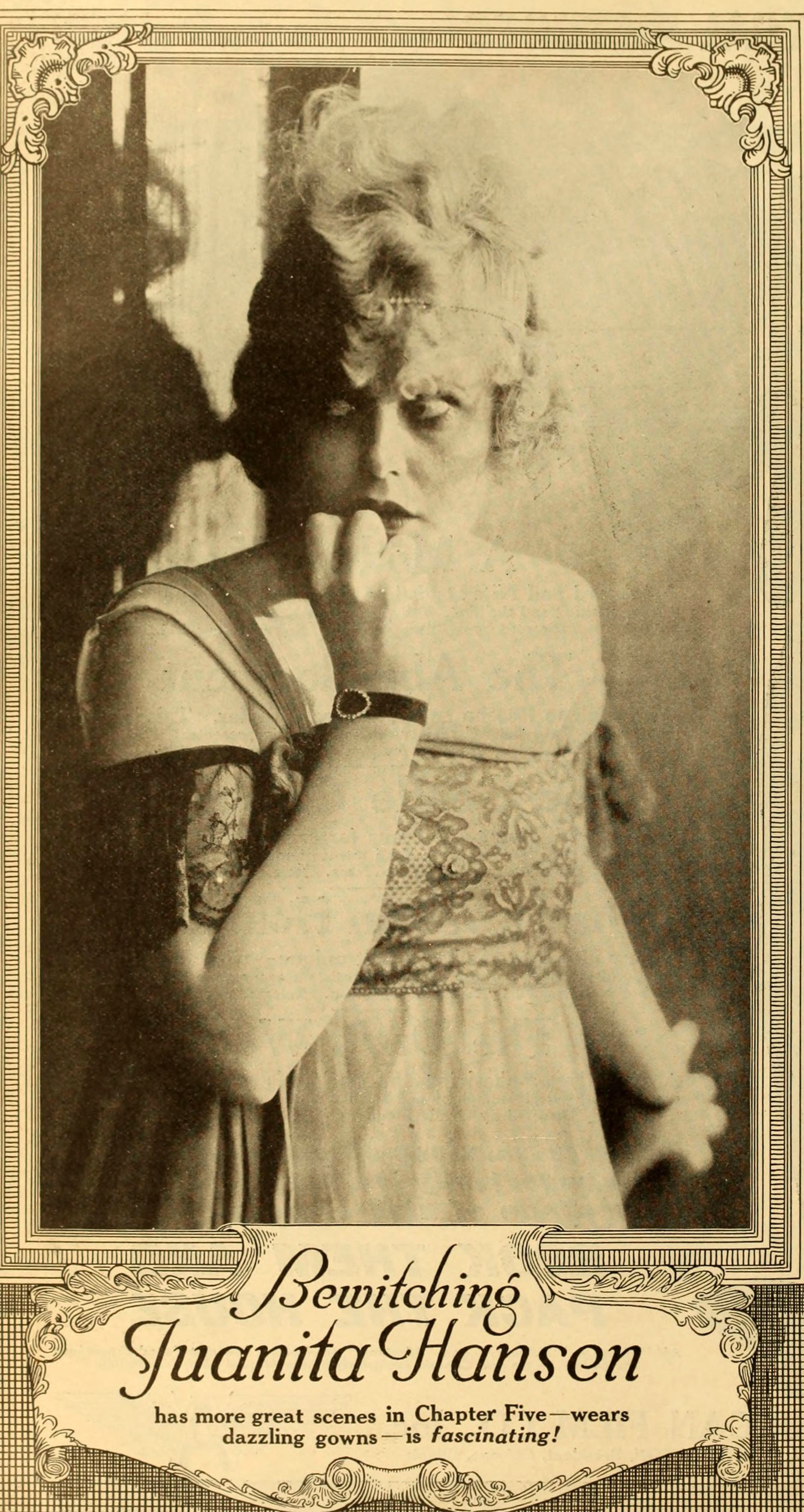
The Secret of the Submarine (1916)

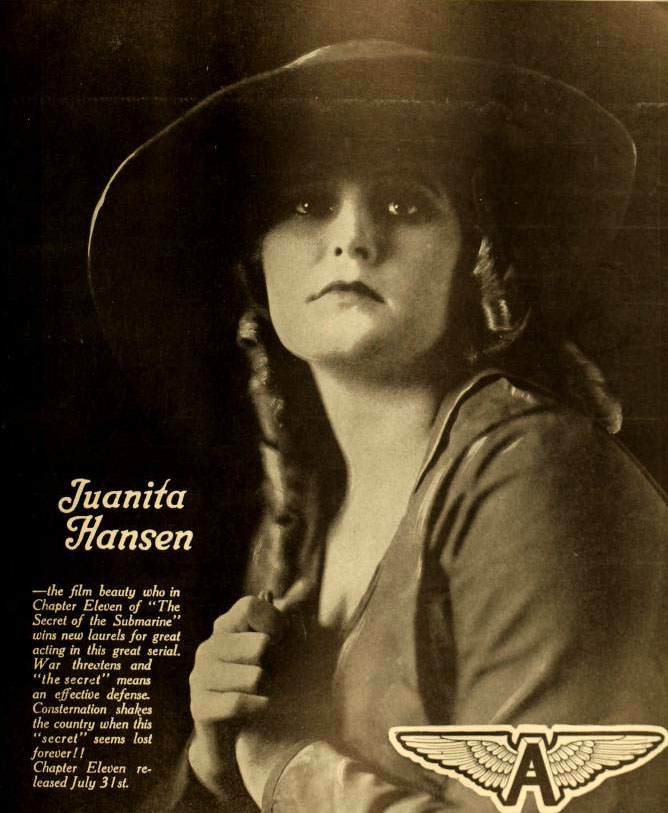
Publicación (1916)

Cuando Hansen dejó Keystone, pronto empezó a interpretar papeles serios para Universal Studios. Protagonizó el serial de 18 episodios The Brass Bullet. La actriz rodó siete películas en 1919. Pronto fue elegida para el papel protagonista de la princesa Elyata en la serie de 15 episodios The Lost City, producida por William Selig, Harry Warner, Jack L. Warner y Sam Warner. El serial se editó en siete rollos y se reestrenó en forma del largometraje, llamado The Jungle Princess. Sin embargo, durante este tiempo, el estilo de vida cada vez más imprudente de Hansen la llevó a una adicción a la cocaína que rápidamente abrumó su vida.
La actuación de Hansen en las producciones de la Universal le valió un contrato con Pathé en 1920 para protagonizar, junto a Warner Oland y William Bailey, el serial de 15 episodios The Phantom Foe. Hizo un segundo serial para Pathé, The Yellow Arm (1921).[cita requerida] En 1928, Hansen se retiró del cine tras resultar escaldada en un accidente en el baño del Hotel Lincoln de Nueva York. Tras una larga batalla legal, se le concedieron $109,269 en concepto de daños y perjuicios.

## Problemas personales
Cuando volvió a trabajar, los problemas de comportamiento causados por su adicción a las drogas interrumpieron el rodaje y pusieron fin a su relación con Pathé. Apareció en papeles secundarios en dos películas más, pero en 1923 su carrera cinematográfica había terminado cuando tenía 28 años.
En 1923, Hansen escribió un "extenso relato de su viaje a través de la adicción" difundido a nivel nacional. Atribuyó su recuperación al tratamiento del Dr. John Baker en el sanatorio de Oakland. También pasó un año en el circuito de vodevil de Pantages hablando sobre los peligros de la adicción a las drogas.
Su vida se convirtió en una serie de constantes altibajos luchando contra sus adicciones. Hansen y Anna Luther fueron nombradas como dos co-demandantes en una demanda de divorcio presentada por Evelyn Nesbit contra Jack Clifford. Clifford abandonó a Nesbit en 1918, y ella se divorció de él en 1933.
Comenzó a trabajar en el teatro, apareciendo como la dama de negro en la producción de Broadway The High Hatters (1928). Diez años después de su última película, en 1933, obtuvo un papel secundario en la película-B de Monogram Pictures Sensation Hunters (1933). Siendo su primera película sonora, fue su última película, y los años siguientes estuvieron marcados por continuas luchas contra su adicción a las drogas. En 1934, Hansen intentó volver al cine, pero no tuvo éxito.
En un momento dado, intentó suicidarse con una sobredosis de somníferos. Sobrevivió y la experiencia le ayudó a cambiar de rumbo. Aunque su carrera como actriz había terminado hacía tiempo y su adicción a las drogas la había dejado sin un céntimo, aceptó un trabajo como empleada en una compañía ferroviaria. También trabajó en la Works Progress Administration durante la Gran Depresión. En 1940 vivía en Chicago, en el Lorraine Hotel.[cita requerida]

## Carrera posterior y obras benéficas
Finalmente, hizo pública su historia. Creó la Juanita Hansen Foundation para concienciar sobre los peligros de las drogas. Fue encarcelada en 1937 acusada de tráfico de narcóticos, pero fue absuelta cuando declaró que las pastillas que la policía encontró en su bolso le habían sido recetadas con fines médicos. Emprendió una gira de conferencias para luchar contra el tráfico de drogas ilegales.
En 1938 escribió el libro The Conspiracy of Silence, en el que defendía que los drogadictos debían ser enviados a instituciones médicas especializadas para recibir tratamiento en lugar de ser encarcelados.
Hansen murió en 1961 en su casa de West Hollywood, California, de un fallo cardíaco. Vivía en el 858 Hilldale Avenue. Su cuerpo fue encontrado por su criada, Pearl Edwards, que dijo a los ayudantes del sheriff que la actriz sufría problemas del corazón.[cita requerida] Fue enterrada en el cementerio de Holy Cross en Culver City, California. En los años anteriores a su muerte, residió en un barrio situado a pocos kilómetros de donde una vez rodó películas.[cita requerida]

## Filmografía
| Año  | Título                      | Papel                             | Notas                          |
| ---- | --------------------------- | --------------------------------- | ------------------------------ |
| 1914 | The Patchwork Girl of Oz    | Campanera                         | Sin acreditar                  |
| 1914 | The Magic Cloak of Oz       |                                   | Cortometraje                   |
| 1915 | The Love Route              | Lilly Belle                       | Película perdida               |
| 1915 | The Absentee                | Genevieve Rhodes / Vanity         | Película perdida               |
| 1915 | Betty in Search of a Thrill | June Hastings                     | Película perdida               |
| 1915 | The Secret of the Submarine | Cleo Burke                        | Película perdida               |
| 1915 | The Failure                 | Ruth Shipman                      | Película perdida               |
| 1915 | Martyrs of the Alamo        | Old Soldier's Daughter            |                                |
| 1916 | The Mediator                | Maggie                            | Película perdida               |
| 1917 | Glory                       | Glory                             | Película perdida               |
| 1917 | Dangers of a Bride          | La chica de campo                 | Cortometraje Película perdida  |
| 1917 | A Clever Dummy              | Protagonista                      |                                |
| 1917 | Whose Baby?                 |                                   | Short, Uncredited              |
| 1918 | Broadway Love               | Cherry Blow                       |                                |
| 1918 | Fast Company                | Alicia Vanderveldt                | Película perdida               |
| 1918 | The Risky Road              | Lottie Bangor                     |                                |
| 1918 | The Mating of Marcella      | Lois Underwood                    | Película perdida               |
| 1918 | The Brass Bullet            | Rosalind Joy                      | Película perdida               |
| 1918 | The Rough Lover             | Helen                             | Película perdida               |
| 1918 | The Sea Flower              | Lurline                           | Película perdida               |
| 1919 | Breezy Jim                  | Patricia Wentworth                | Película perdida               |
| 1919 | A Midnight Romance          | Blondie Mazie                     | Película incompleta            |
| 1919 | The Poppy Girl's Husband    | Polly Dutton                      |                                |
| 1919 | Devil McCare                | Mary Archer                       | Película perdida               |
| 1919 | Rough Riding Romance        | The Princess                      | Película perdida               |
| 1919 | Lombardi, Ltd.              | Phyllis Manning                   |                                |
| 1920 | The Lost City               | Princesa Elyata de Tarik          |                                |
| 1920 | The Phantom Foe             | Janet Dale                        |                                |
| 1920 | The Jungle Princess         | Zoolah / Princesa Elyata de Tarik |                                |
| 1921 | The Yellow Arm              | Suzanne Valette                   | Película perdida               |
| 1921 | The Red Snow                |                                   | Película perdida               |
| 1922 | The Eternal Flame           |                                   |                                |
| 1922 | The Broadway Madonna        | Gloria Thomas                     | Película perdida               |
| 1923 | Girl from the West          |                                   | Película perdida               |
| 1933 | Sensation Hunters           | Trixie Snell                      | (último papel cinematográfico) |